# Philonthus caerulescens
Philonthus caerulescens es una especie de escarabajo del género Philonthus, familia Staphylinidae. Fue descrita científicamente por Lacordaire en 1835.
Se distribuye por Europa. Se sabe que esta especie está restringida en varias zonas montañosas y en colinas de Europa central, pasando por los Pirineos, Italia, Yugoslavia, Transilvania y el Cáucaso. También es posible encontrar la especie al sur de Polonia, especialmente sobre los bordes de los ríos y arroyos, en gravas, guijarros y bajo afluentes.